# Diplodia crataegi
Diplodia crataegi är en svampart som beskrevs av Westend. 1867. Diplodia crataegi ingår i släktet Diplodia och familjen Botryosphaeriaceae.   Inga underarter finns listade i Catalogue of Life.